# Liste der Naturdenkmale in Bühlertann
Die Liste der Naturdenkmale in Bühlertann nennt die verordneten Naturdenkmale (ND) der im baden-württembergischen Landkreis Schwäbisch Hall liegenden Gemeinde Bühlertann. In Bühlertann gibt es insgesamt siebzehn als Naturdenkmal geschützte Objekte, davon zwölf flächenhafte Naturdenkmale (FND) und fünf Einzelgebilde-Naturdenkmale (END).
| Naturdenkmale                  | Anzahl |
| ------------------------------ | ------ |
| FND Flächenhafte Naturdenkmale | 12     |
| END Einzelgebilde              | 5      |
| Gesamt                         | 17     |

Stand: 31. Oktober 2016.

## Flächenhafte Naturdenkmale (FND)
| Name                                              | Bild | Kennung     | Einzelheiten | Position | Fläche Hektar | Datum         |
| ------------------------------------------------- | ---- | ----------- | ------------ | -------- | ------------- | ------------- |
| Altwasser nördlich von Kottspiel                  | BW   | 81270120017 | Bühlertann   | ⊙        | 0,1           | 28. Sep. 1992 |
| Ehemaliger Weidehang                              | BW   | 81270120005 | Bühlertann   | ⊙        | 2,5           | 24. Okt. 1983 |
| Erbishalde                                        | BW   | 81270120007 | Bühlertann   | ⊙        | 3,1           | 24. Okt. 1983 |
| Feuchtgebiet am Blashof                           | BW   | 81270120006 | Bühlertann   | ⊙        | 0,4           | 16. Sep. 1985 |
| Feuchtgebiet im Dammbachtal                       | BW   | 81270120015 | Bühlertann   | ⊙        | 2,8           | 28. Sep. 1992 |
| Galgenberg bei Bühlertann                         | BW   | 81270120012 | Bühlertann   | ⊙        | 2,3           | 28. Sep. 1992 |
| Gehölzgruppe oberhalb der Weidenmühle             | BW   | 81270120014 | Bühlertann   | ⊙        | 0,4           | 28. Sep. 1992 |
| Gipsdoline bei Bühlertann                         | BW   | 81270120011 | Bühlertann   | ⊙        | 0,0           | 29. Juni 1989 |
| Heidefläche Hohenberg                             | BW   | 81270120010 | Bühlertann   | ⊙        | 1,6           | 24. Okt. 1983 |
| Hohlweg bei Kottspiel                             | BW   | 81270120008 | Bühlertann   | ⊙        | 0,5           | 16. Sep. 1985 |
| Stillgelegter Gipssteinbruch nordwestl.Bühlertann |      | 81270120016 | Bühlertann   | ⊙        | 0,9           | 28. Sep. 1992 |
| Sumpfgebiet am Sauerberg                          | BW   | 81270120013 | Bühlertann   | ⊙        | 0,2           | 29. Juni 1989 |
| Legende für Naturdenkmal                          |      |             |              |          |               |               |

## Einzelgebilde (END)
| Name                                           | Bild | Kennung     | Einzelheiten                                           | Position | Fläche Hektar | Datum         |
| ---------------------------------------------- | ---- | ----------- | ------------------------------------------------------ | -------- | ------------- | ------------- |
| Fronroter Linde                                | BW   | 81270120009 | Bühlertann                                             | ⊙        | 0,0           | 24. Okt. 1983 |
| 1 Linde an der Weidenmühle                     | BW   | 81270120004 | Bühlertann Nicht mehr in der LUBW-Datenbank vorhanden. | ⊙        | 0,0           | 24. Okt. 1983 |
| 1 Sommerlinde „Sommerlinde auf der Tannenburg“ |      | 81270120001 | Bühlertann                                             | ⊙        | 0,0           | 10. März 1967 |
| 2 Stieleichen                                  | BW   | 81270120002 | Bühlertann                                             | ⊙        | 0,0           | 10. März 1967 |
| 4 Fichten (noch 3)                             | BW   | 81270120003 | Bühlertann                                             | ⊙        | 0,0           | 10. März 1967 |
| Legende für Naturdenkmal                       |      |             |                                                        |          |               |               |